# Codex Alimentarius Austriacus
El Codex Alimentarius Austriacus fue establecido en 1891 por la comisión comercial austríaca del Imperio austrohúngaro como un grupo de estándares y descripciones describiendo una gran variedad de alimentos y productos alimenticios.
El códice consta de tres volúmenes, que fueron finalizados entre 1910 y 1917 por O. Dafert. Se usaba comúnmente como una referencia por muchos tribunales en el mundo germánico para determinar la identidad y calidad de alimentos específicos. No fue integrado en las leyes austríacas sobre alimentación hasta 1975. 
En su tiempo, fue un trabajo ejemplar acerca de los alimentos. Como tal, se convirtió en el modelo del posterior Codex Alimentarius Europeus que fue el precursor del Codex Alimentarius. Este último es el actual codex internacional para alimentos elaborado colaborativamente en el marco de la FAO y la OMS.
- Datos: Q698666